# Ronnie Sharp
Ronnie Sharp (30 gennaio 1948) è un ex calciatore scozzese, di ruolo centrocampista.

## Carriera
Gioca in patria nel Glenrothes e nel Cowdenbeath prima di trasferirsi nella stagione 1973 preso gli statunitensi del Miami Toros, impegnati nella North American Soccer League, con cui chiude il torneo al terzo ed ultimo posto al terzo posto nella Eastern Division. 
Nella stagione 1973-1974 è in forza ai messicani del San Luis, con cui retrocede nella serie cadetta.
Terminata l'esperienza messicana torna al Miami Toros, con cui raggiunge la finale della North American Soccer League 1974, giocata da titolare, persa ai rigori contro i L.A. Aztecs
Resta in forza ai Toros sino alla stagione 1976, al termine della quale la franchigia si trasferisce a Fort Lauderdale per divenire i Ft. Lauderdale Strikers, con cui giocherà un incontro nel torneo 1977, giungendo con la sua nuova squadra ai quarti di finale.
Ha inoltre giocato nel campionato indoor sia con i Toros che con gli Strikers.